# Arvada (Wyoming)
Arvada è un census-designated place degli Stati Uniti d'America, situato nella Contea di Sheridan nello stato del Wyoming. Nel censimento del 2000 la popolazione era di 33 abitanti.

## Geografia fisica
Secondo i rilevamenti dell'United States Census Bureau, la località di Arvada si estende su una superficie di 5,5 km², tutti occupati da terre.

## Popolazione
Secondo il censimento del 2000, ad Arvada vivevano 33 persone, ed erano presenti 9 gruppi familiari. La densità di popolazione era di 5,9 ab./km². Nel territorio comunale si trovavano 26 unità edificate. Per quanto riguarda la composizione etnica degli abitanti, l'84,85% era bianco, il 6,06% era nativo e il 9,09% apparteneva a due o più razze.
Per quanto riguarda la suddivisione della popolazione in fasce d'età, il 21,2% era al di sotto dei 18, il 6,1% fra i 18 e i 24, il 24,2% fra i 25 e i 44, il 27,3% fra i 45 e i 64, mentre infine il 21,2% era al di sopra dei 65 anni di età. L'età media della popolazione era di 44 anni. Per ogni 100 donne residenti vivevano 120,0 uomini.